# Smartglasses

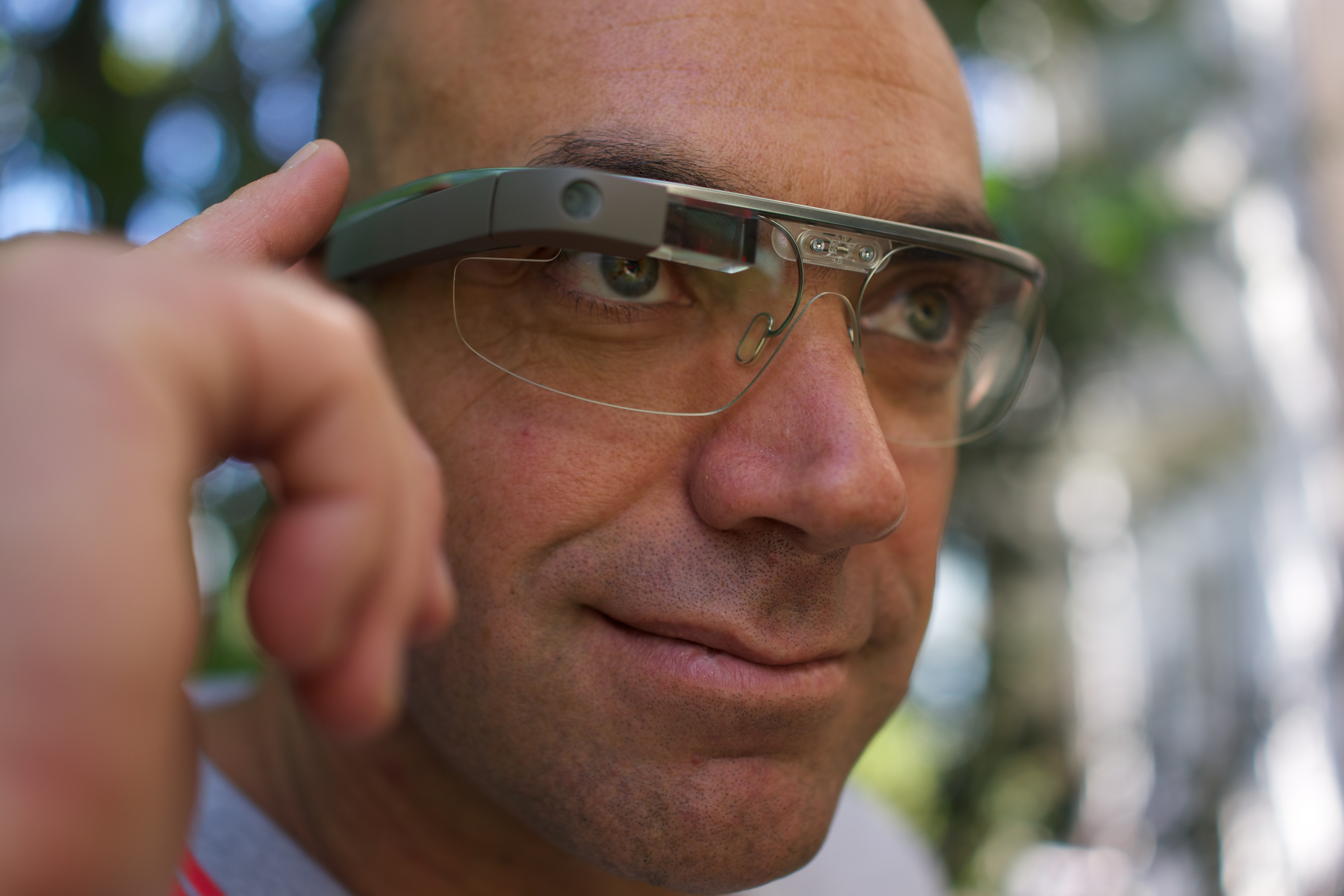
Ochelari inteligenți Google Glass cu touchpad încorporat în partea laterală

Smartglasses (ochelari inteligenți) sunt dispozitive computerizate asemănătoare ochelarilor obișnuiți. Spre deosebire de ochelarii obișnuiți, ochelari inteligenți sunt echipați cu ecrane, camere video/foto, microfoane și senzori și aderă la câmpul vizual al utilizatorului. Afișajul poate fi proiectat sau reflectat pe lentilele de ochelari sau poate fi o componentă separată. 
Ochelarii inteligenți colectează informații de la senzorii interni și externi, pot controla sau primi date prin tehnologii wireless precum Bluetooth, Wi-Fi sau GPS, avînd astfel toate caracteristicile unui smartphone, sau smartwatch. Ochelarii inteligenți sunt adesea menționați și cu termenul de realitate augmentată, care înseamnă, în esență, amplificarea mediului real existent cu informații suplimentare furnizate de sistemul informatic al dispozitivului. 
În timp ce modelele anterioare puteau efectua doar sarcini simple, cum ar fi un afișaj pentru diverse informații, ochelarii inteligenți moderni rulează propriile aplicații mobile și pot fi utilizați fără folosirea mâinilor, doar prin comenzi vocale. 

Deși noile modele de smartglasses sunt complet funcționale ca produse independente, majoritatea producătorilor recomandă sau chiar necesită ca utilizatorii să achiziționeze un smartphone care rulează același sistem de operare, astfel încât cele două dispozitive să poată fi sincronizate pentru funcționalități suplimentare și îmbunătățite. 
Dezvoltarea ochelarilor inteligenți este în concordanță cu dezvoltarea realității augmentate. Începând cu anii '70, cercetarea a fost desfășurată numai în scop militar pentru asistență în avioanele militare.

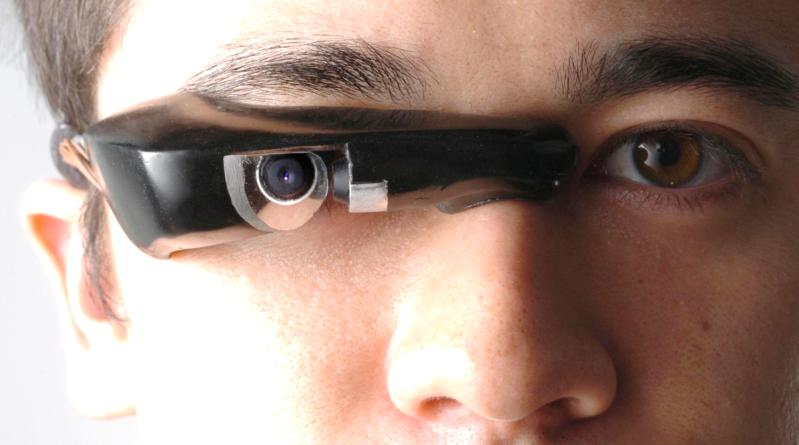
Ochelari inteligenți EyeTap

Cei mai cunoscuți dezvoltatori ai ochelarilor inteligenți sunt Thad Starner, consultant pentru dezvoltarea primului Google Glass, precum și Steve Mann (Universitatea din Toronto), inventatorul  EyeTap.

## Lentile
Ochelari inteligenți cu lentile de soare, reacționează la condițiile de luminozitate și se adaptează corespunzător datorită lentilelor de soare fotocromatice. 
Ochelarii inteligenți pot fi folosiți și cu lentile cu dioptrii, pentru persoanele care au nevoie in mod normal de ochelari de vedere. Aceste lentile se modifică automat ținând cont de distanța la care ochiul privește un obiect.

## Exemple de ochelari inteligenți

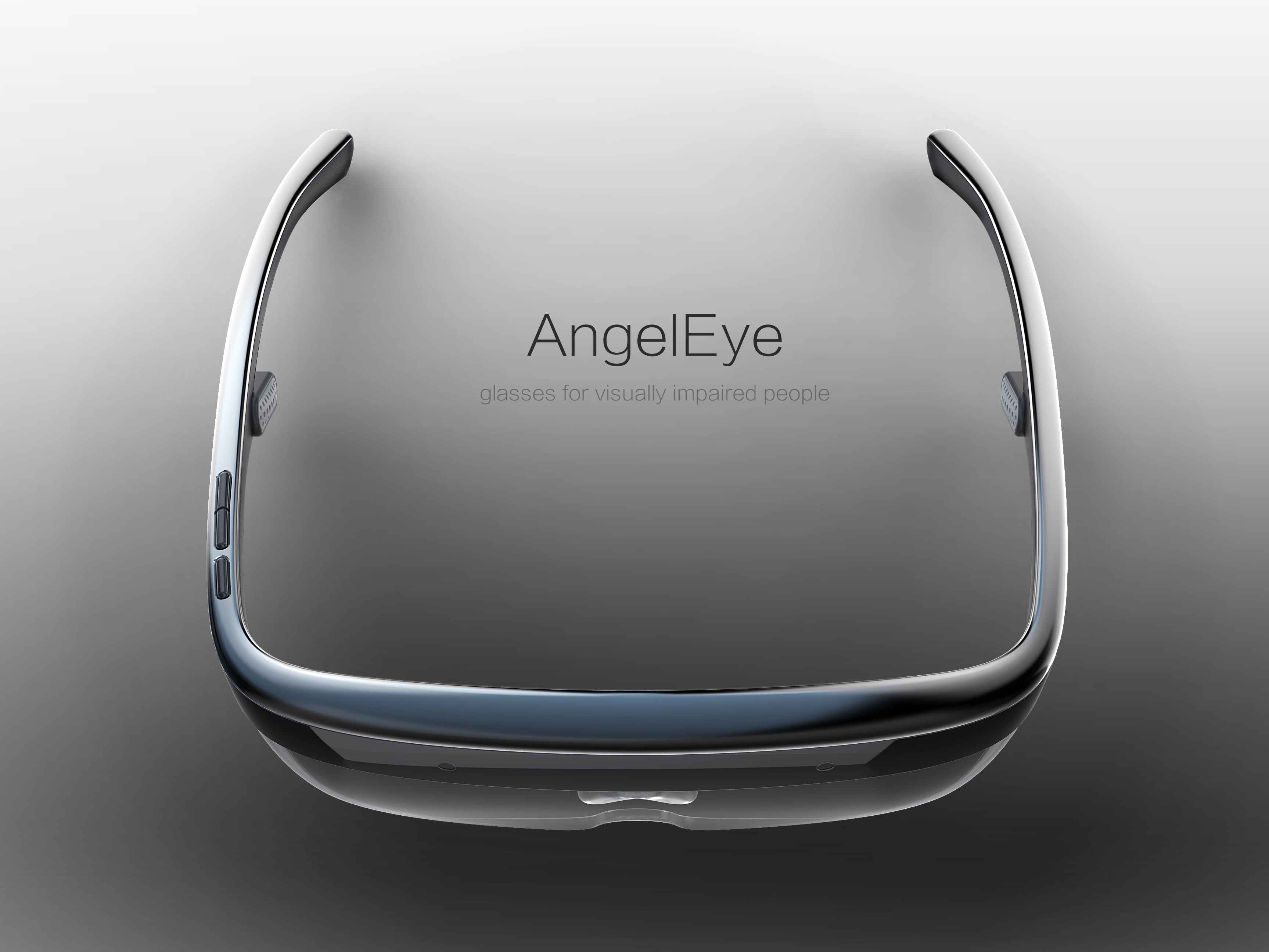
AngelEye Smartglasses

- Epson Moverio BT-300 și Moverio Pro BT-2000/2200 [3]
- Epiphany Eyewear -  dezvoltați de Vergence Labs
- EyeTap - cameră video și afișaj Head-up Display (HUD).
- Google Glass
- Microsoft HoloLens - ochelari inteligenți pentru realitate virtuală și realitate augmentată, afișaj 3D HD, cu platforma Windows Holographic.
- Optinvent ORA-1 - cameră de luat vederi și afișaj HUD
- Recon Jet - ochelari multimedia cu adaptor pentru dioptrii
- Recon Snow2 - ochelari inteligenți de schi
- Samsung Gear Glass
- Spectacles - ochelari de soare și dioptrii, cu o cameră video
- Solos Smart Cycling Glasses
- Vuzix Smart Glasses M100. [4] [5][6]

## Utilizări
- Medicină: informații despre datele pacienților, semne vitale sau studii imagistice, radiologie, asistare în chirurgie, subtitrări pentru persoanele cu deficiențe auditive, lentile reglabile cu dioptrii, monitorizarea nivelului glicemiei, însoțitor pentru persoanele cu deficiențe de vedere [7][8]
- Securitate: sisteme de securitate și supraveghere, recunoaștere facială și vocală a limbajului natural
- Educație: videostreaming, teleconferințe, transmisiuni de date, înregistrare video
- Divertisment: cinema 3D și realitate virtuală, subtitrări individuale, jocuri de realitate virtuală și realitate augmentată, telecomandă universală
- Comerț: navigare virtuală prin magazine, recunoașterea clienților de către angajați
- Sport: în activități cum ar fi ciclism, schi, jogging, fitness, pentru măsurarea și compararea performanțelor, navigație pe trasee și hărți
- Industrie: în industria prelucrătoare, minerit, salubritate, petrol, construcții, întreținere mecanică, depozitare și pompieri. Compania Boeing a implementat cu succes realitatea augmentată în operațiunile de mentenanță în anumite părți ale unei aeronave. Prin utilizarea de ochelari inteligenți, timpul de lucru s-a redus cu 34%.[9][10]

## Piața
Compania de analiză economică IHS Markit a estimat că vânzările de ochelari inteligenți au crescut de la doar 50.000 de unități în 2012 până la 10 milioane de unități în 2016. . 